# 트레이드 (영화)
트레이드(Trade)는 미국에서 제작된 마르코 크로이츠파인트너 감독의 2007년 범죄, 드라마, 스릴러 영화이다. 케빈 클라인 등이 주연으로 출연하였고 롤랜드 에머리히 등이 제작에 참여하였다.

## 출연

### 주연
- 케빈 클라인
- 케사르 라모스
- 알리샤 바흐레다
- 폴리나 게이탠
- 케이트 델 카스틸로

### 조연
- 캐슬린 가티
- 파벨 린치니코프
- 안소니 크리벨로
- 린다 에몬드
- 잭 워드

## 제작진
- Line PD: 마리아노 카란코
- Line PD: 패티 롱
- 공동제작: 제이콥 클라우센
- 공동제작: 아만다 디기울리오
- 공동제작: 울라이크 푸츠
- 공동제작: 오스왈드 본 리치도펀
- 공동제작: 토마스 뵙케
- 공동제작: 안드레아스 쉬미드
- 미술: 번트 아만도스 카프라
- 의상: 캐롤 오디츠
- 배역: 아레타 채펠
- 배역: 칼라 훌